# アンモナイト亜目
アンモナイト亜目（学名：Ammonitina）は、中生代のジュラ紀と白亜紀に生息していた頭足綱アンモナイト亜綱に分類される多様な分類群（亜目）である。それらは優れた示準化石であり、発見された岩層を生層序学に基づき地質時代を絞ることがある程度可能である。
アンモナイト亜目の殻は典型的な平巻きで、平面に巻かれ、左右対称である。殻の形は様々で、すべての渦が露出した進化型や、外側の渦だけが露出した強いインボリュート曲線などがある。強い肋があり、節や棘があるものもあれば、全体が滑らかなものもある。肋面が広く丸みを帯びているものもあれば、肋が鋭くキール状になっているものもある。縫合線は一般なアンモナイトで、複雑な模様の鞍部と丸い突出がある。しかし、いくつかの派生型では、縫合線が単純になっていた。
アンモナイト亜目は、三畳紀のセラタイト目に起源を持つもうひとつのアンモナイト目、フィロセラス亜目から派生した。アンモナイト亜綱と同様、アンモナイト亜目に最も近縁な生物は鞘形類（タコ、イカ、コウイカ）であり、全体的に似ている現代のオウムガイではない。
前期ジュラ紀の上科には、プシロセラス上科、エオデロセラス上科、ヒルドセラス上科が含まれ、一部は中期ジュラ紀である。中・後期ジュラ紀の上科には、ステファノセラス上科、ペリスフィンクテス上科、ハプロセラス上科が含まれ、ペリスフィンクテス上科とハプロセラス上科は白亜紀まで生息した。白亜紀にのみ生息した上科には、デスモセラス上科、ホプリテス上科、アカントセラス上科などが含まれる。
前期ジュラ紀のエオデロセラス上科は中期ジュラ紀の中頃にヒルデルセラス科を誕生させ、さらに中期ジュラ紀の初期にステファノセラス上科、ペリスフィンクテス上科、ハプロセラス上科を誕生させた。前期ジュラ紀のプシロセラス上科は単独で存在した。
白亜紀のデスモセラス上科は、ジュラ紀のものとは別にフィロセラス亜目から派生し、ホプリテス上科とアカントセラス上科を誕生させた。